# Нор-Ухи
Нор-Ухи (арм. Նոր ուղի) — село в Араратской области Армении. Основано в 1970-х годах.

## География
Село расположено в юго-западной части марза, на расстоянии 11 километров к востоку от города Арташат, административного центра области. Абсолютная высота — 875 метров над уровнем моря.
Климат
Климат характеризуется как семиаридный (BSk в классификации климатов Кёппена).

## Население
| Год переписи | Население          | Население          | Население          | Население            | Население            | Население            |
| Год переписи | Наличное население | Наличное население | Наличное население | Постоянное население | Постоянное население | Постоянное население |
| Год переписи | Всего              | Мужчины            | Женщины            | Всего                | Мужчины              | Женщины              |
| ------------ | ------------------ | ------------------ | ------------------ | -------------------- | -------------------- | -------------------- |
| 2001         | 741                | 358                | 383                | 782                  | 391                  | 391                  |
| 2011         | 727                | 370                | 357                | 761                  | 381                  | 380                  |